# Leona Vicario
Leona Vicario Fernández de San Salvador (Città del Messico, 10 aprile 1779 – Città del Messico, 24 agosto 1842) è stata una rivoluzionaria messicana del XIX secolo.

## Biografia
Nata da una famiglia creola altolocata, rimase orfana di entrambi i genitori all'età di diciotto anni, ragione per la quale venne affidata allo zio Agustín Pomposo Fernández de San Salvador. In quel periodo conobbe Andrés Quintana Roo, un impiegato nello studio legale dello zio. I due si innamorarono a prima vista, e Andrés chiese presto la mano di Leona. Il rifiuto dello zio la spinse a fuggire di casa per unirsi a Quintana Roo e a partecipare con lui alla rivoluzione.
Leona si trasferì nella cittadina di Tacuba, dove organizzò un gruppo di donne che appoggiavano la causa dell'indipendenza. Finanziò con la propria fortuna la rivoluzione. Servì come messaggera dei rivoluzionari e anche come spia a Città del Messico, assieme ad altre persone che formavano un'organizzazione segreta chiamata Los Guadalupes.
Venuto alla luce il suo coinvolgimento nella rivoluzione, Leona fu arrestata il 13 gennaio 1813 e condannata alla reclusione nel convento di Belen de las Mochas. Grazie all'aiuto di tre rivoluzionari travestiti da ufficiali dell'esercito spagnolo riuscì a scappare verso Tlalpujahua dove poté finalmente sposare Andrés Quintana Roo.

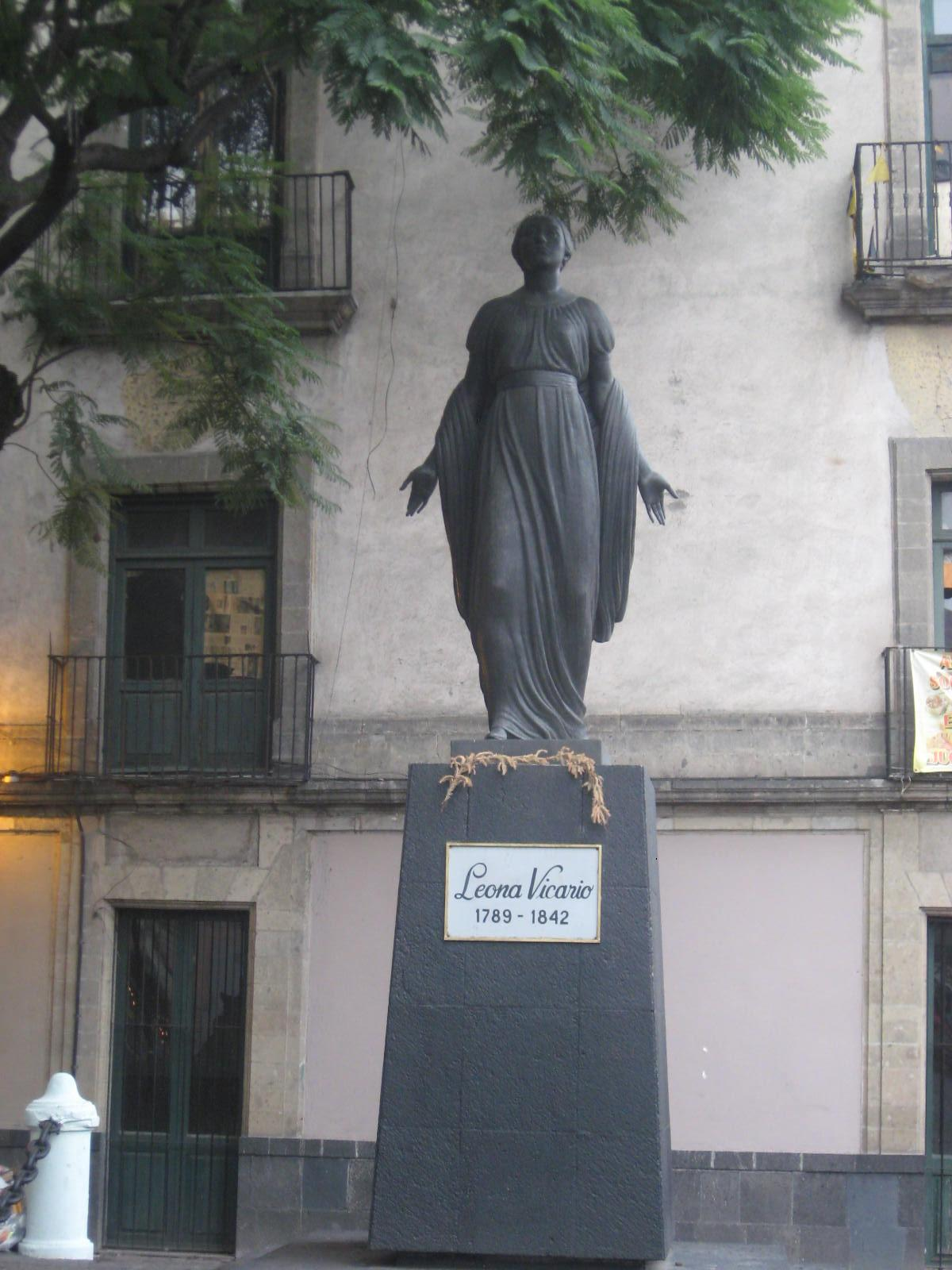
Statua di Leona Vicario a Città del Messico

Leona Vicario, suo marito Quintana Roo e sua figlia Genoveffa furono infine catturati dalle truppe spagnole nel 1818, e successivamente liberati grazie all'indulto concesso dalla Spagna.
Nel 1925, i suoi resti furono spostati alla Colonna dell'indipendenza. Il suo nome è scritto con lettere d'oro nel muro d'onore del Palazzo Legislativo di San Lazzaro, sede del Congresso dell'Unione del Messico.